# 冯晓婷
冯晓婷（？—），女，汉族，中华人民共和国政治人物。现任新浪江苏总编辑，江苏省新联会副会长。第十四届全国政协委员。